# Powiatowa
Osiedle Powiatowa w Zamościu – jedna z szesnastu dzielnic (jednostek), na jakie podzielone jest miasto Zamość. Jest położona w jego północnej części, a granice przebiegają ulicami: Graniczna, Powiatowa, Wojska Polskiego i Lubelska. 
Przeważa tu zabudowa domów jednorodzinnych, które stanowią odrębne osiedle mieszkaniowe o tej samej nazwie:
- os. Powiatowa

W obrębie jej granic znajdują się także mniejsze osiedla mieszkaniowe z zabudową wielorodzinną (bloki):
- os. Brzozowa – bloki przy ulicach: Brzozowa, Lubelska, Szwedzka;
- os. Energetyk – bloki przy ulicy W. Sikorskiego;
- os. Wojska Polskiego – bloki przy ulicach: J. Bema, J. Dąbrowskiego, J. Poniatowskiego, J. Wybickiego (bloki przy ul. Wojska Polskiego leżą w granicach sąsiedniego od południa Osiedla Kilińskiego).

Funkcjonują tu trzy szkoły podstawowe (publiczna nr 9, Katolicka Szkoła Podstawowa i niepubliczna Dwujęzyczna Szkoła Podstawowa).
Jedyny kościół rzymskokatolicki na terenie tej dzielnicy to kościół pw. św. Brata Alberta.
Przy jednej z głównych ulic Zamościa, ulicy Lubelskiej, dostępne są markety (Biedronka, PSS Społem „Lux”) oraz CH Galeria Revia Park z różnymi obiektami usługowymi (m.in. motoryzacja). W jego pobliżu znajdują się 2 obiekty noclegowe: motel „Polak” i hotel „Junior” oraz supermarket Lidl.
Dużo obiektów usługowych, zwłaszcza dla tutejszych mieszkańców, zlokalizowanych jest przy ważniejszej ulicy Szwedzkiej, przecinającej z zachodu na wschód zwartą zabudowę osiedla (sklepy, przychodnia, restauracja, poczta).
Na rogu ulic Szwedzkiej i Topolowej znajduje się niewielki cmentarz z bezimiennymi grobami oraz pomnik Żołnierzy Radzieckich. Podczas II wojny światowej był to jeden z trzech obozów, jakie hitlerowscy okupanci wyznaczyli na terenie Zamościa. Powstał w roku 1943 dla jeńców radzieckich, jakich przetrzymywano wcześniej w dawnym obozie na terenie Os. Orzeszkowej-Reymonta, który przeznaczono wówczas dla ludności wysiedlanej z Zamojszczyzny.
Północną część dzielnicy zajmuje pas ogrodów działkowych, między ulicami Graniczną i ul. W. Sikorskiego, przy których dostępne są chodniki pieszo-rowerowe.

## Galeria

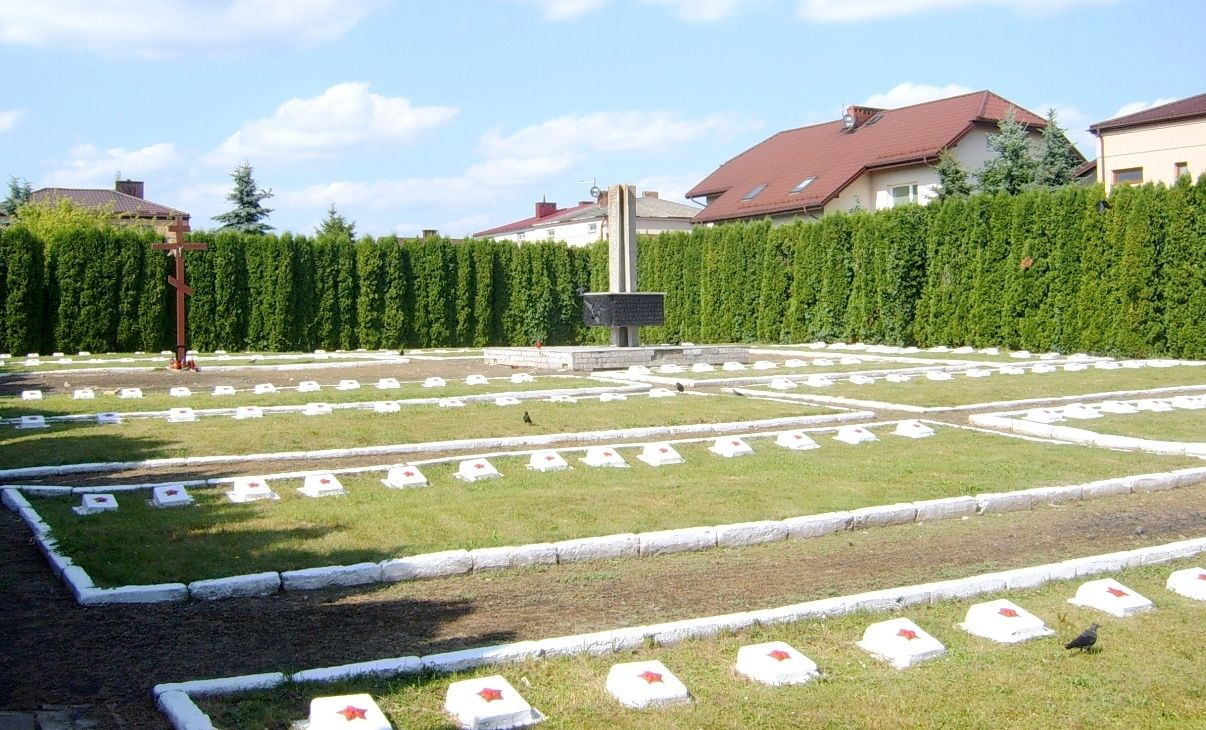
Cmentarz i pomnik Żołnierzy Radzieckich
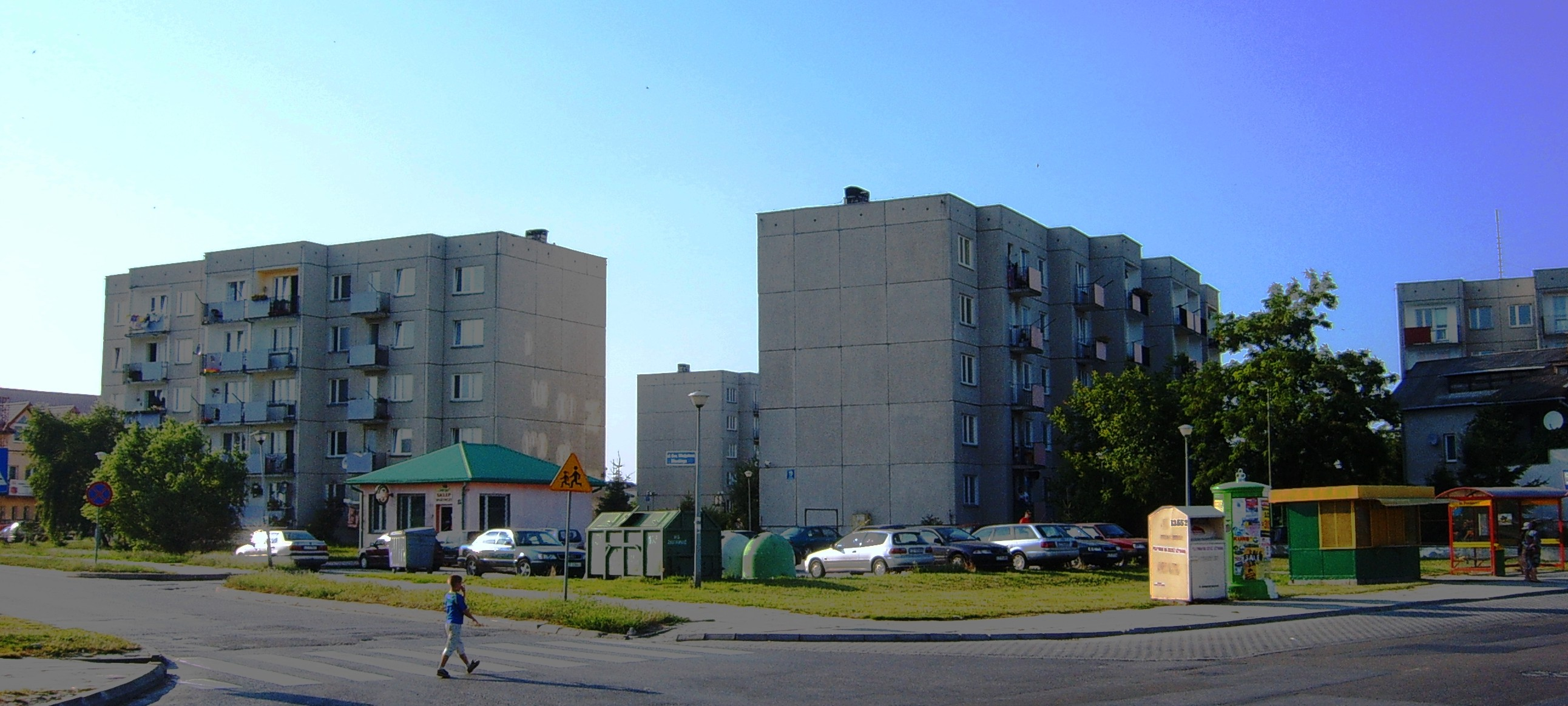
Bloki na osiedlu Energetyk
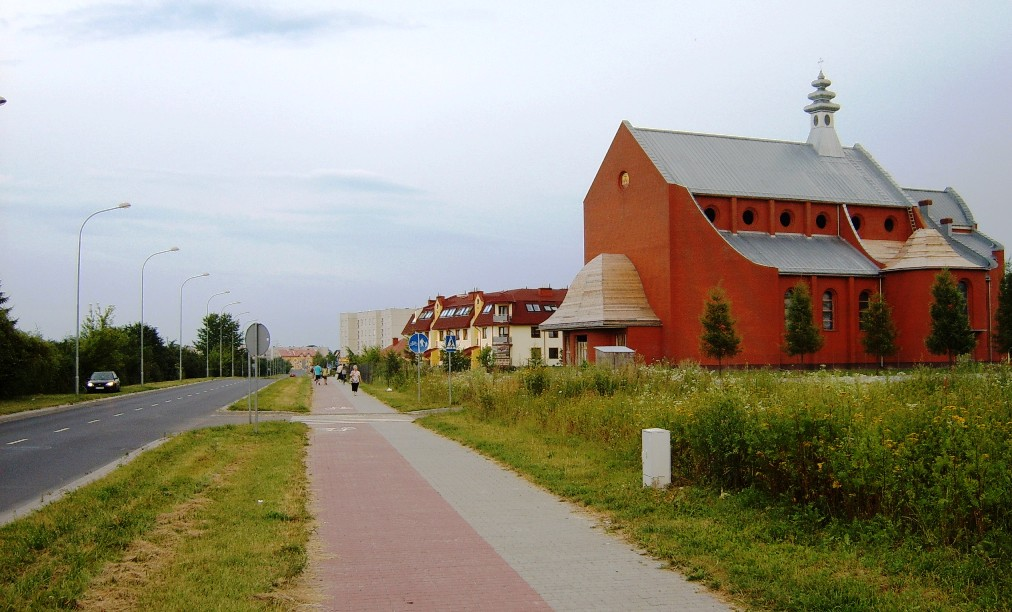
ul. gen. W. Sikorskiego i kościół pw. św. Brata Alberta